# 국스월드
국스월드는 경기도 용인시 수지구 죽전동, 분당 오리역 인근에 위치한 대한민국 신차패키지 전문업체로, 현재 국내에서 파나픽셀(PanaPixel) 필름을 독자적으로 판매하고 있다. 파나픽셀(PanaPixel)필름은 1982년 미국 뉴욕 브루클린에서 시작해 현재 전세계에서 기술력으로 인정받고 있는 익스프레스 윈도우 필름(Express Window Films)의 제품이다.